# Irma Wolpe Rademacher
Irma Wolpe Rademacher, geb. Schoenberg, (* 15. März 1902 in Galați, Rumänien; † 6. Januar 1984 in New York) war eine US-amerikanische jüdische Pianistin und Klavierpädagogin.

## Leben
Irma Schoenberg entstammte einer bürgerlichen jüdischen Familie aus der Westmoldau. Die Eltern waren aktive Zionisten im rumänischen Iași, wo die Familie seit 1910 lebte. Die Mutter, Rachel Schoenberg (1879–1943), geb. Segall, Essayistin und Dichterin, war Mitglied der Weltorganisation Zionistischer Frauen und eine gefragte Rednerin auf den Kongressen in Europa. Der Vater, Jacob Schoenberg (1864–1930), war Vizepräsident der Banca Moldova in Iași. Die Eltern waren überaus aktiv im Gesellschaftsleben der jüdischen Gemeinde der Stadt und standen in enger Verbindung mit dem Präsidenten der Zionistischen Weltorganisation, Chaim Weizmann. Die vier Schoenberg-Kinder genossen eine ausgezeichnete Ausbildung. Der älteste Sohn, Harry (später Henry Ray), erlangte sein Architektur-Diplom an der Technischen Hochschule in München und emigrierte 1939 in die USA. Tochter Elsa studierte in Dresden an der Kunstgewerbeschule und heiratete 1926 Menahem Ussishkins Sohn, Samuel, mit dem sie fortan in Jerusalem lebte. Der jüngste Sohn, Isaac (Iso) Jacob Schoenberg, später bekannt für seine grundlegenden Arbeiten zu Splines, studierte Mathematik in Iași, Göttingen und Berlin und ließ sich 1930, nach seiner Heirat mit Dolli Landau, Tochter des Mathematikers Edmund Landau und Enkelin von Paul Ehrlich, in den Vereinigten Staaten nieder.
Irma Schoenberg erlangte ihr Klavierdiplom 1920 bei Enrico Mezzetti am Konservatorium ihrer Heimatstadt (heute: Universitatea Națională de Arte „George Enescu”) und absolvierte anschließend ein einjähriges Studium bei Hermann Vetter am Königlichen Konservatorium für Musik und Theater in Dresden. Von 1921 bis 1924 war sie Klavierstudentin von Leonid Kreutzer und Elsa Rompe in Berlin und besuchte parallel die Kurse für Rhythmische Gymnastik an der Dalcroze-Schule. Von 1924 bis 1926 studierte sie in Paris Klavier bei Alfred Cortot und Improvisation und Rhythmik am Eurythmischen Seminar von Émile Jaques-Dalcroze. Ihr Abschlussdiplom als Rhythmikerin erhielt sie 1927 am Jaques-Dalcroze-Institut in Genf. Während ihres Aufenthaltes in Bukarest (1930–1931) leitete sie dort ihre private Rhythmik-Schule. In den Jahren von 1927 bis 1933 kehrte sie immer wieder zurück nach Berlin, wo sie mit Unterbrechungen an der Privatschule von Elsa Rompe und an der privaten Schule für Rhythmus, Musik und Körperbildung von Anna Epping und Marie Adama van Scheltema unterrichtete und Programme in neuen Künstlerkreisen, wie z. B. in der Novembergruppe, mitgestaltete. In dieser Zeit lernte sie auch den deutsch-jüdischen Komponisten Stefan Wolpe kennen und fing an, dessen Klavierwerke zu spielen.
Vor 1932 trat sie hauptsächlich in Rumänien und Palästina auf, wo sie auch Mark Chagall kennenlernte. Dieser verhalf ihr 1932 zu einem Debüt in Paris, in der Salle Pleyel. Bei diesem Konzert fand auch die Uraufführung von drei von Stefan Wolpes „Cinque marches caractéristiques“ (1928–1934) statt. Nach der nationalsozialistischen Machtübernahme verhalf sie Wolpe zur Flucht aus Berlin. Über die Tschechoslowakei, Schweiz, Österreich und Rumänien gelang beiden 1934 die Flucht nach Palästina, wo sie 1935 heirateten. Irma Wolpe gab Konzerte und unterrichtete am Palestine Conservatoire bis 1938, als das Ehepaar sich zur Auswanderung in die USA entschloss. Ihr Dauerwohnsitz blieb bis zu ihrem Lebensende New York City, wobei sie auch an der Settlement Music School und am Swarthmore College in Philadelphia unterrichtete. In Kammermusik-Konzerte spielte sie zusammen mit Josef Tal, Josef Marx, Emil Hauser, Thelma Yellin-Bentwich, mit dem Jerusalem String Quartett, Anne Hirsch-Fellheimer, Elli Friedman, Sascha Parnes, Hanoch Jacoby, Joachim Stutschewsky, Herbert Brün, Eduard Steuermann, Jani Szántó, Anneliese von Molnar, Alfred Swan, Arline Carmen, Rudolph Benetsky, Abraham Mishkind, Nora Post u. a.
Ihre Ehe mit Stefan Wolpe wurde 1949 geschieden und sie heiratete den Mathematiker Hans Rademacher. Während eines Aufenthaltes in Bombay, Indien (1954–1955), wo Hans Rademacher als Gastprofessor am Tata Institute for Fundamental Research wirkte, spielte sie nicht nur Solo-Konzerte und Kammermusik mit Mehli Mehta und seinem Quartett, sondern improvisierte auch mit dem Sitar-Virtuosen Vilayat Khan.
Nach Rademachers Tod entschied sie sich wieder intensiver zu unterrichten. Sie wurde an das New England Conservatory, Boston, berufen. Hier schloss sie ihre pianistische Karriere mit zwei bedeutenden Konzerte ab: ein Rezital mit Werken von Arnold Schönberg (1973) und im Alter von 73 Jahren (1975), als Hommage an ihren ersten Gatten und lebenslangen seelenverwandten Musikerfreund, das erste Konzert überhaupt mit ausschließlich Werken von Stefan Wolpe. Irma Wolpe Rademacher war die wichtigste Interpretin der Klavierwerke Wolpes. In über 100 konzertanten Auftritten bewältigte sie ein sehr breites Repertoire mit Schwerpunkt Musik des 20. Jahrhunderts.
Als Pädagogin und Mentorin inspirierte und förderte sie die Karrieren zahlreicher Musiker wie: Leonard Battipaglia, Louise Costigan-Kerns, Lily Friedman, Anezia Garcia, Laura Gigante Sharpe, Suzan Kagan, Peter Jona Korn, Jerome Lowenthal, Jacob Maxin, Garrick Ohlsson, Benjamin Oren, Zaidee Parkinson, Donald Pirone, Elizabeth Rich, Sonia Rubinsky, Krista Seddon, Peter Serkin, Russell Sherman, Thomas Stumpf, David Tudor, Meira Warshauer, Konrad Wolff u. a.

## Publikationen
- Irma Wolpe Rademacher: Comments on L’Art de toucher le piano, in: Piano Journal, EPTA, London, 1981, S. 15–20.

## Aufnahmen
Radio Bukarest; Palestine Broadcasting Service (Kol Yerushalayim), Jerusalem; Radio Bombay, India; New England Conservatory, Boston.